# جو بيرش
جو بيرش (بالإنجليزية: Joe Birch)‏ (6 يوليو 1904 في المملكة المتحدة - 4 ديسمبر 1980 في المملكة المتحدة) هو لاعب كرة قدم بريطاني (وحمل سابقاً جنسية المملكة المتحدة لبريطانيا العظمى وأيرلندا) في مركز الظهير. لعب مع برمنغهام سيتي وكولتشستر يونايتد ونادي بورنموث ونادي فولهام ونادي هدنسفورد تاون.